# Liste deutsch-schwedischer Städte- und Gemeindepartnerschaften
Dies ist eine noch unvollständige Liste von Städte- und Gemeindepartnerschaften zwischen Deutschland und Schweden.
| Deutsche Gemeinde               | Bundesland             | Schwedische Gemeinde       | schwedische Provinz  | seit                                                  |
| ------------------------------- | ---------------------- | -------------------------- | -------------------- | ----------------------------------------------------- |
| Anklam                          | Mecklenburg-Vorpommern | Burlöv                     | Skåne län            | 1994                                                  |
| Bad Honnef                      | Nordrhein-Westfalen    | Ludvika                    | Dalarnas län         | 2000                                                  |
| Barth                           | Mecklenburg-Vorpommern | Simrishamn                 | Skåne län            | 1997                                                  |
| Berg (Oberfranken)              | Bayern                 | Berg (Härjedalen)          | Jämtlands län        | 1999                                                  |
| Bergen auf Rügen                | Mecklenburg-Vorpommern | Svedala                    | Skåne län            | 1991                                                  |
| Steglitz-Zehlendorf, Bezirk von | Berlin                 | Ronneby                    | Blekinge län         | 1976                                                  |
| Borken                          | Nordrhein-Westfalen    | Mölndal                    | Västra Götalands län | 1997                                                  |
| Eckernförde                     | Schleswig-Holstein     | Hässleholm                 | Skåne län            | 1958                                                  |
| Erlangen                        | Bayern                 | Eskiltuna                  | Södermanlands län    | 1961                                                  |
| Espelkamp                       | Nordrhein-Westfalen    | Borås                      | Västra Götalands län | 1995                                                  |
| Esslingen                       | Baden-Württemberg      | Norrköping                 | Östergötlands län    | 1964                                                  |
| Finsterwalde                    | Brandenburg            | Finspång                   | Östergötlands län    | 2002                                                  |
| Fladungen (Rhön)                | Bayern                 | Nora                       | Örebro län           | 1996                                                  |
| Gadebusch                       | Mecklenburg-Vorpommern | Åmål                       | Västra Götalands län | 2000                                                  |
| Gifhorn                         | Niedersachsen          | Hallsberg                  | Örebro län           | 1997                                                  |
| Greifswald                      | Mecklenburg-Vorpommern | Lund                       | Skåne län            | 1990                                                  |
| Grevesmühlen                    | Mecklenburg-Vorpommern | Laxå                       | Örebro län           | 2004                                                  |
| Grimmen                         | Mecklenburg-Vorpommern | Staffanstorp               | Skåne län            | 2007                                                  |
| Großkrotzenburg                 | Hessen                 | Torsby                     | Värmlands län        | 1965                                                  |
| Gütersloh                       | Nordrhein-Westfalen    | Falun                      | Dalarnas län         | 1994                                                  |
| Hagenow                         | Mecklenburg-Vorpommern | Säffle                     | Värmlands län        | [ 21 ]                                                |
| Halver                          | Nordrhein-Westfalen    | Katrineholm                | Södermanlands län    | 1963(seit 2012 von Katrineholm "offiziell" gekündigt) |
| Hiddenhausen                    | Nordrhein-Westfalen    | Kungälv                    | Västra Götalands län | 1991                                                  |
| Kassel                          | Hessen                 | Västerås                   | Västmanlands län     | 1972                                                  |
| Kyritz                          | Brandenburg            | Svalöv                     | Skåne län            | 2004                                                  |
| Lauf an der Pegnitz             | Bayern                 | Nyköping                   | Södermanlands län    | 2006                                                  |
| Lehrte                          | Niedersachsen          | Mönsterås                  | Kalmar län           | 1973 Städtefreundschaft                               |
| Lengede                         | Niedersachsen          | Alvesta                    | Kronobergs län       | 2009                                                  |
| Lich                            | Hessen                 | Vänersborg                 | Västra Götalands län | 2010                                                  |
| Lübeck                          | Schleswig-Holstein     | Visby                      | Gotlands län         | 1999                                                  |
| Lubmin                          | Mecklenburg-Vorpommern | Laholm                     | Hallands län         | 2013                                                  |
| Misburg-Anderten (zu Hannover)  | Niedersachsen          | Bollnäs                    | Gävleborgs län       | 1961                                                  |
| Mühltal                         | Hessen                 | Vingåker                   | Södermanlands län    | 1980                                                  |
| Neusäß                          | Bayern                 | Eksjö                      | Jönköpings län       | 1995                                                  |
| Nortorf                         | Schleswig-Holstein     | Perstorp                   | Skåne län            | 1989                                                  |
| Oberammergau                    | Bayern                 | Mora                       | Dalarnas län         | 2001                                                  |
| Plochingen                      | Baden-Württemberg      | Landskrona                 | Skåne län            | 1971                                                  |
| Poel                            | Mecklenburg-Vorpommern | Hammarö                    | Värmlands län        | 2003                                                  |
| Quickborn                       | Schleswig-Holstein     | Boxholm                    | Östergötlands län    | 1974                                                  |
| Ratzeburg                       | Schleswig-Holstein     | Strängnäs                  | Södermanlands län    | 1996                                                  |
| Recklinghausen (Kreis)          | Nordrhein-Westfalen    | Södermanlands län          | -                    | 1987                                                  |
| Rendsburg                       | Schleswig-Holstein     | Kristianstad               | Skåne län            | 1992                                                  |
| Rendsburg                       | Schleswig-Holstein     | Piteå (Städtefreundschaft) | Norrbottens län      | 1978                                                  |
| Rheinsberg                      | Brandenburg            | Mariefred                  | Södermanlands län    | 1994                                                  |
| Rostock                         | Mecklenburg-Vorpommern | Göteborg                   | Västra Götalands län | 1965                                                  |
| Rüdersdorf bei Berlin           | Brandenburg            | Lomma                      | Skåne län            | 2007                                                  |
| Sassnitz                        | Mecklenburg-Vorpommern | Trelleborg                 | Skåne län            | 1992                                                  |
| Schlieben                       | Brandenburg            | Ljusdal                    | Gävleborgs län       | 2002                                                  |
| Schneverdingen                  | Niedersachsen          | Eksjö                      | Jönköpings län       | 2001–2018                                             |
| Schönberg                       | Schleswig-Holstein     | Älvdalen                   | Dalarnas län         | 1975                                                  |
| Schopfheim                      | Baden-Württemberg      | Ronneby                    | Blekinge län         | 1987                                                  |
| Schwerin                        | Mecklenburg-Vorpommern | Växjö                      | Kronobergs län       | 1999                                                  |
| Stade                           | Niedersachsen          | Karlshamn                  | Blekinge län         | 1984                                                  |
| Stralsund                       | Mecklenburg-Vorpommern | Malmö                      | Skåne län            | 1991                                                  |
| Stralsund                       | Mecklenburg-Vorpommern | Trelleborg                 | Skåne län            | 2000                                                  |
| Teterow                         | Mecklenburg-Vorpommern | Sjöbo                      | Skåne län            | 2008                                                  |
| Wedemark                        | Niedersachsen          | Gislaved                   | Jönköpings län       | 2014                                                  |
| Wismar                          | Mecklenburg-Vorpommern | Kalmar                     | Kalmar län           | 2002                                                  |
| Wolgast                         | Mecklenburg-Vorpommern | Sölvesborg                 | Blekinge län         | 1991                                                  |
| Würzburg                        | Bayern                 | Umeå                       | Västerbottens län    | 1992                                                  |
| Zeven                           | Niedersachsen          | Skara                      | Västra Götalands län | 1987                                                  |